# Hydrohalogenering
Hydrohalogenering är en elektrofil additionsreaktion där en vätehalid reagerar med en alken för att bilda motsvarande halogenalkan.
Enligt markovnikovs regel kommer halogenen att binda till den kolatom som har minsta antal väteatomer.

## Reaktioner
Acetylen hydrohalogeneras till vinylklorid
 +   HCl   {\displaystyle \rightarrow } 
Vinylklorid kan sedan hydrohalogeneras vidare till 1,1-dikloretan.
 +   HCl   {\displaystyle \rightarrow }   